# 鐸木孝

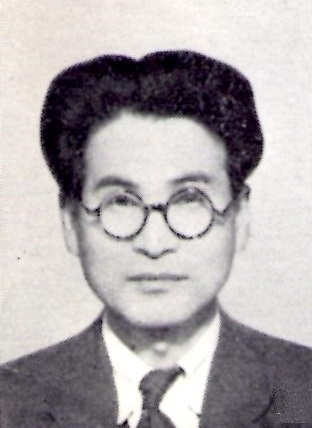
鐸木孝

鐸木 孝（すずき たかし、1900年2月20日 - 1967年11月4日）は昭和期の歌人。本名は鈴木幸一。

## 経歴
茨城県の農家に生まれる。1924年ころ歌人・森田麦の秋の影響で和歌をつくり始める。はじめは歌誌『心の花』に籍をおき作品を掲載されていたがその歌風にあきたらず、歌誌『日光』が創刊されると同時に参加。1926年1月に上京し北原白秋の門下生となる。1928年に白秋が世田ヶ谷町若林に転居してから1年間、与田凖一とともに居候している。『日光』が廃刊してから発表機関がなくなり、さらに神経衰弱となったために帰郷療養する。
1932年から白秋が歌誌『短歌民族』を出したのをきっかけに上京して筆耕・事務員などの仕事のかたわら作歌を再開。1935年『多磨』の創刊に参加。その翌年、ミリオンレコード会社が設立され、その専属作詞家として招かれ、流行歌の歌詞30曲あまりを残す。

## 歌集
- 『氷炎』（1942年、墨水書房。NCID BA60869694）
- 『香神』（1952年、長谷川書房）
- 民謡集『影祭』（1955年、長谷川書房。全国書誌番号:55014019、NCID BN11557121。）
- 『秋霜品』（1956年、長谷川書房。全国書誌番号:56009727）